# Mohamed Gouaida
Mohamed Gouaida, né le 15 mai 1993 à Sfax, est un footballeur international tunisien. Il évolue au poste de milieu offensif à l'ESV Südstern Singen (de).

## Biographie
Gouaida est formé au RC Strasbourg. En 2011, il quitte la France et rejoint le club allemand du SC Fribourg.
Il est transféré en 2014 au Hambourg SV. C'est avec cette équipe qu'il fait ses débuts en Bundesliga.
En mars 2015, il est convoqué pour la première fois au sein de l'équipe nationale tunisienne par le sélectionneur Georges Leekens : il figure ainsi dans la liste des 25 joueurs retenus pour affronter le Japon et la Chine en matchs amicaux. Il honore le 27 mars sa première sélection en remplaçant Änis Ben-Hatira à la 69e minute face au Japon.
Le 26 août 2015, il est prêté au Karlsruher SC pour bénéficier de plus de temps de jeu.
Pendant la saison 2016-2017, il est prêté à nouveau, mais cette fois-ci au FC Saint-Gall.
En 2018, à l'expiration de son contrat, il rejoint le SV Sandhausen pour un contrat de deux ans.
En 2019, il signe un contrat de deux ans avec Waldhof Mannheim.
Ne bénéficiant plus de temps de jeu et à la fin de son contrat, il signe pour une saison au RE Virton évoluant en deuxième division belge. Pendant cette expérience, il ne participe qu'à trois rencontres jusqu'à la fin de son contrat. Il en signe un nouveau d'une saison, cette fois avec le Swift Hesperange.